# Heathrow Terminal 4 (stanice metra v Londýně)
Heathrow Terminal 4 je stanice metra v Londýně, otevřená 12. dubna 1986. Nachází se v přepravní zóně 6 a leží na lince :
- Piccadilly Line (zde linka končí, před touto stanicí je Heathrow Terminals 1, 2, 3 nebo Hatton Cross)

| Rok  | Počet cestujících |
| ---- | ----------------- |
| 2011 | 2,46 mil          |
| 2012 | 2,44 mil          |
| 2013 | 4,05 mil          |
| 2014 | 2,13 mil          |